# Manuel Zumaya
Manuel Zumaya (Mèxic D.F., 1678 - Oaxaca, 1755) fou un compositor, organista i director de cor mexicà.
Fou mestre de capella de la Catedral de Mèxic i traduí i posà música a diverses obres italianes que dedicà al virrei Duc de Linares. Fou prevere d'Oaxaca, on morí. Se li deu: Vida del padre Sertorio Caputo; el drama El Rodrigo (Mèxic, 1708), que fou representat en el Palau Reial de Mèxic per a celebrar el naixement del príncep Lluís I, i La Parténope, òpera que fou representada en el mateix palau en l'aniversari de Felip V i que fou impresa a Mèxic el 1711.